# MRT Grey Line
Серая линия MRT — проектируемая легкорельсовая линия в Бангкоке. Это одна из четырех линий второго этапа Проекта системы железнодорожного общественного транспорта В Бангкоке и прилегающих районах (англ. M-Map Phase 2) Министерства транспорта. Управление политики и планирования транспорта и дорожного движения ускорило выполнение плана работ с первоначального графика в 2029 году до текущего планового периода 2023 года, чтобы соединить северные районы Бангкока и центр, и разгрузить движение на улицах Сукхумвит, Сатхон, Рама III и Ратчадапхисек.
Линия впервые появилась в Генеральном плане проекта метрополитенов Бангкока в 2009 году (англ. M-Map 1) вместе с Синей линией. Её разработка была временно отменена, когда в 2011 году был пересмотрен M-Map 1, однако вскоре была возобновлена.
Предполагается, что проект будет представлять собой однопутный монорельс. Маршрут разделен на два отдельных участка. Северный участок начинается в точке соединения с MRT Pink Line на станции Ватчарапхон, затем направляется на юг по улице Прадитманутхам, перескаясь с MRT Yellow Line на станции Латпхрау 83 и с MRT Orange Line на станции Ват Пхрарам 3; далее переходит на улицу Пхетчабури, поворачивает на Сои Сукхумвит 55 (Сой Тхонгло), и заканчивается на станции Тхонгло, которая является пересадочной станцией на линии Сукхумвит.
Южный участок начинается на станции Пхракханонг линии Сукхумвит, затем направляется на юг по улице Рамы IV, пересекаясь с линией Чалем Ратчамонгкхон на станциях Queen Sirikit National Convention Center,  Кхлонгтей и Люмпини. Далее линия поворачивает на улицу Сатхон, где пересекается с линией Силом на станции Чонгнонси, затем следует по маршруту скоростного автобуса, который будет закрыт после открытия Серой линии. Южный участок заканчивается на станции Синей линии Тхапхра.

## История
- 19 сентября 2018 года заместитель губернатора Бангкока Саконти Пхаттиякул  сообщил, что в течение 2018 года правительство Бангкока усилит строительство легкорельсового транспорта, конкретно линию Бангна-Суварнабхуми и северный участок Серой линии, предоставив Управлению дорожного движения и транспорта отчёты об исследованиях воздействия на окружающую среду для линия Бангна-Суварнабхуми. В то время как по вопросу строительства Серой линии состоятся переговоры с Управлением скоростных автомагистралей Таиланда в связи с необходимостью запросить использование некоторых участков скоростных автомагистралей для строительства проекта.[2]
- 18 ноября 2021 года пресс-секретарь канцелярии премьер-министра Танакорн Вангбункхонгчана объявил, что Серая линия будет проходить между станциями Вочарапхон и Тхонгло, общая протяженность составит 16.3 км, а бюджет строительства — 27.5 миллионов бат.[3] Ожидается, что отчет о результатах изучения и анализа первого этапа будет завершен в 2022 году, затем будет представлен Кабинету министров в 2023 году и в 2024-2025 годах будут проведены первые тендеры.[4]

## Станции
На данный момент запланировано 15 станций. В августе 2022 года Департамент железнодорожного транспорта представил рабочие названия станций.
24 станции предложены для второго и третьего этапов строительства линии.
| Код                   | Название                                   | Район            | Пересадки                                      |
| --------------------- | ------------------------------------------ | ---------------- | ---------------------------------------------- |
| Первый этап           |                                            |                  |                                                |
| GL01                  | Ватчарапхон                                | Бангкхен         | MRL : Ватчарапхон                              |
| GL02                  | Юен                                        | Латпхрау         |                                                |
| GL03                  | Прадитманутхам 27                          | Латпхрау         | MRT : Чалонграт                                |
| GL04                  | Прадитманутхам 25                          | Латпхрау         |                                                |
| GL05                  | Йотхинпаттана                              | Латпхрау         |                                                |
| GL06                  | Прадитманутхам 15                          | Латпхрау         |                                                |
| GL07                  | Санкхомсонкхро                             | Латпхрау         |                                                |
| GL08                  | Латпхрау 71                                | Вангтхонгланг    | MRL : Латпхрау 71                              |
| GL09                  | Сивара                                     | Вангтхонгланг    |                                                |
| GL10                  | Medical Development Center                 | Вангтхонгланг    |                                                |
| GL11                  | Ват Пхрарам 9                              | Хуайкхванг       | MRT : Ват Пхрарам 9                            |
| GL12                  | Пхетчабури 47                              | Хуайкхванг       | SRT                                            |
| GL13                  | Чамчан                                     | Ваттхана         |                                                |
| GL14                  | Чаренсук                                   | Ваттхана         |                                                |
| GL15                  | Тхонгло                                    | Ваттхана         | BTS : Тхонгло                                  |
| Второй и третий этапы |                                            |                  |                                                |
| GL16                  | Пхракханонг                                | Кхлонгтей        | BTS : Пхракханонг                              |
| GL17                  | Банклуайтай                                | Кхлонгтей        |                                                |
| GL18                  | Университет Бангкока                       | Кхлонгтей        |                                                |
| GL19                  | Яэк Касемрат                               | Кхлонгтей        |                                                |
| GL20                  | Queen Sirikit National Conventional Centre | Кхлонгтей        | MRT : Queen Sirikit National Convention Centre |
| GL21                  | Кхлонгтей                                  | Кхлонгтей        | MRT : Кхлонгтей                                |
| GL22                  | Намдупхли                                  | Сатхон/Патхумван |                                                |
| GL23                  | Люмпини                                    | Сатхон/Патхумван | MRT : Люмпини                                  |
| GL24                  | Суанпхлу                                   | Сатхон/Банграк   |                                                |
| GL25                  | Чонгнонси                                  | Сатхон           | BTS : Чонгнонси                                |
| GL26                  | Наратхиват                                 | Сатхон           |                                                |
| GL27                  | Нанлинчи                                   | Сатхон           |                                                |
| GL28                  | Ратчада-Наратхиват                         | Яннава           |                                                |
| GL29                  | Кхлонг Чонгнонси                           | Яннава           |                                                |
| GL30                  | Пхрарам 3                                  | Яннава           |                                                |
| GL31                  | Кхлонгпхум                                 | Яннава           |                                                |
| GL32                  | Кхлонгдан                                  | Яннава           |                                                |
| GL33                  | Сатхупрадит                                | Яннава           |                                                |
| GL34                  | Мост Рамы IX                               | Яннава           |                                                |
| GL35                  | Чаренрат                                   | Бангкхолем       |                                                |
| GL36                  | Чаренгкрун                                 | Бангкхолем       |                                                |
| GL37                  | Махаисаван                                 | Тхонбури         | MRT : Самре (строится)                         |
| GL38                  | Талатпхлу                                  | Тхонбури         | BTS : Талатпхлу                                |
| GL39                  | Тхапхра                                    | Бангкок Яй       | MRT : Тхапхра                                  |

## Технические характеристики
- Система является монорельсом.
- Пути будут проходить на высоте 15.5 метров на протяжении всего маршрута, за исключением пересечения скоростной автомагистрали Чалонграт, где пути будут подняты ещё на 3 метра; и пересечения линии BTS Сукхумвит, где пути будут подняты ещё на 10 метров.
- Электрификация будет осуществляться при помощи контактного рельса.
- Линия будет использовать ту же систему сигнализации и ту же автоматическую систему оплаты проезда, что и Желтая и Розовая линии.

### Депо
В рамках проекта рассматривается строительство двух депо: депо северного участка на пересечении скоростной автомагистрали Чалонграт и улицы Прасетманукит и депо южного участка на перекрестке Яннава и Пхрарам 3 на берегу реки Чаупхрая.